# Józef Szujski
Józef Szujski (16. června 1835 Tarnów – 7. února 1883 Krakov) byl rakouský historik a politik polské národnosti z Haliče, v 2. polovině 19. století poslanec Říšské rady.

## Biografie
Jeho matka pocházela ze zchudlého šlechtického rodu. Působil jako historik a literát. Byl majitelem panství Kurdwanów. Vystudoval gymnázium v Tarnowě a gymnázium sv. Anny v Krakově. Studoval filozofii a právo na Jagellonské univerzitě a Vídeňské univerzitě. Zapojil se do polského povstání v roce 1863. Vydával tehdy list Naprzód, napojený na radikální liberální levici. Kvůli svému povstaleckému angažmá nezískal post gymnaziálního učitele. Po porážce povstání se obrátil k pragmatické, umírněné politice. I ve svém pojetí polských dějin kritizoval sklony k romantickému násilí a anarchii. Od roku 1863 žil trvale v Krakově a habilitoval se na tamní univerzitě na docenta historie. Roku 1869 byl jmenován profesorem. Jako historik patřil mezi hlavní postavy krakovské historické školy. V roce 1869 usedl do čela nově zřízené katedry polské historie na Jagellonské univerzitě. V letech 1875–1877 působil jako děkan fakulty a v roce 1878/1879 zastával též funkci rektora této vysoké školy. Od roku 1871 až do své smrti byl generálním tajemníkem krakovské akademie věd. Kromě historiografie působil i jako spisovatel beletrie a básní.
Politicky byl orientován konzervativně a náležel do skupiny tzv. Stańczycy. Roku 1867 byl zvolen na Haličský zemský sněm za velkostatkářskou kurii. Zemský sněm ho roku 1868 zvolil i do Říšské rady (celostátní parlament, tehdy ještě volený nepřímo zemskými sněmy). 22. října 1868 složil slib, rezignoval v roce 1869 během přestávky mezi IV. a V. zasedáním sněmovny. Od 16. ledna 1881 byl doživotním členem Panské sněmovny (jmenovaná horní komora Říšské rady). Až do své smrti rovněž zasedal na zemském sněmu.
Zemřel v únoru 1883 po delší plicní chorobě.